# Áreas metropolitanas de Colombia
Un Área metropolitana de Colombia es, de acuerdo a la ley 1625 de 2013, una entidad administrativa formada por un conjunto de dos o más municipios integrados alrededor de un municipio que sirve de núcleo o metrópoli. Debido a que estas entidades están vinculados entre sí por estrechas relaciones de orden físico, económico y social, se requiere por tanto de una administración coordinada para la programación de su desarrollo y la racional prestación de sus servicios públicos. Las áreas metropolitanas están dotadas de personería jurídica de derecho público, autonomía administrativa, patrimonio y autoridades propias. En Colombia han sido configuradas o reconocidas unas 8 áreas metropolitanas.

## Condiciones para la creación de un área metropolitana
Cuando dos o más municipios formen un conjunto con características de área metropolitana podrán constituirse como tal, de acuerdo con las siguientes normas:
- Tendrán iniciativa para promover su creación los Alcaldes de los municipios interesados, la tercera parte de los Concejales de dichos municipios, o el cinco por ciento (5%) de los ciudadanos que integran el censo electoral, totalizados de los mismos municipios.

- Los promotores del área metropolitana elaborarán el proyecto de constitución de nueva entidad administrativa, donde se precise, al menos, los siguientes aspectos: municipios que integrarían el área; municipio núcleo o metrópoli; razones que justifican su creación.

- El proyecto se entregará a la Registraduría del Estado Civil para que, dentro de los diez días hábiles siguientes a la fecha de recibo, lo publique y lo difunda con el propósito de que se debata ampliamente.

- La Registraduría convocará a consulta popular para una fecha determinada que será posterior a un mínimo de tres meses contados a partir del día que se dio publicidad al proyecto y que deberá coincidir con las fechas previstas para consultas municipales en la ley estatutaria de mecanismos de participación ciudadana. La Registraduría del Estado Civil proveerá los medios necesarios para la organización de la consulta popular.

- El texto de proyecto de constitución del área metropolitana será sometido a consulta popular la cual se entenderá aprobada por el voto afirmativo de la mayoría de los sufragantes. Sólo podrá convocarse de nuevo a consulta popular, sobre la misma materia, cuando se hubiese renovado los Concejos Municipales.

- Cumplida la consulta popular y si el resultado fuere favorable los alcaldes y los Presidentes de los respectivos Concejos Municipales protocolizarán la conformación del Área en un plazo no mayor de treinta días y definirán sus atribuciones, financiación y autoridades de acuerdo con esta Ley, en la Notaría Primera del municipio núcleo o metrópoli, así como las funciones generales que cumplirá el ente metropolitano, particularmente en materia de planeación, obras, servicios públicos y obras de desarrollo económico y social.

## Características
Una de las características de las áreas metropolitanas es que una gran parte de sus habitantes se desplazan diariamente para trabajar en el núcleo urbano central, por lo cual se les denomina a estas poblaciones aledañas poblaciones dormitorio, es decir aquellas a las que sus habitantes solo van a dormir y a pasar el fin de semana.
Un aspecto importante de las Áreas Metropolitanas, es que permiten realizar programas de planeación conjunta entre los municipios, y así permitir un crecimiento ordenado y proporcional a las fortalezas de cada población. Por ejemplo, impulsar en una población la industria, en otra la vivienda y en otra el turismo, según las necesidades del Área y las características de cada municipio.

## Áreas metropolitanas oficialmente reconocidas y configuradas
Estas son las áreas metropolitanas oficialmente reconocidas y configuradas según la ley colombiana:
| Nombre                                      | Departamento            | Fecha de creación | Número de municipios | Población |
| ------------------------------------------- | ----------------------- | ----------------- | -------------------- | --------- |
| Área metropolitana del Valle de Aburrá      | Antioquia               | 1980              | 10                   | 3 923 455 |
| Área metropolitana de Bucaramanga           | Santander               | 1981              | 4                    | 1 284 495 |
| Área metropolitana de Barranquilla          | Atlántico               | 1981              | 5                    | 2 326 292 |
| Área metropolitana de Cúcuta                | Norte de Santander      | 1991              | 6                    | 1 046 347 |
| Área metropolitana Centro Occidente         | Risaralda               | 1991              | 3                    | 735 796   |
| Área metropolitana de Valledupar            | Cesar                   | 2005              | 5                    | 691 266   |
| Área metropolitana Centro Sur de Caldas     | Caldas                  | 2023              | 4                    | 570 754   |
| Área metropolitana Suroccidente de Colombia | Cauca y Valle del Cauca | 2024              | 3                    | 2 505 573 |

### Por orden de creación
- Área metropolitana del Valle de Aburrá:[6] Creada por la Ordenanza n.º 34 del Nov. 20 de 1980. Integrada por los municipios de Medellín, Bello,[nota 1] Barbosa, Copacabana,[nota 2] La Estrella,[nota 2] Girardota, Itagüí,[nota 1] Caldas, Sabaneta y Envigado[nota 2] (incorporado en 2016). Es la única área metropolitana de Colombia que ejerce como autoridad ambiental (competencia que asume acorde con la ley 99 de 1993), además ejerce como algunas otras áreas metropolitanas la autoridad de transporte metropolitano; al igual que las demás ejercen funciones de planeación y desarrollo de obras de carácter metropolitano (conforme la ley 128 de 1994).
- Área metropolitana de Bucaramanga:[7] Creada por la Ordenanza n.º 20 de 1981. Integrada por los municipios de Bucaramanga, Floridablanca,[nota 1] y Girón. En 1986 se incorpora Piedecuesta.
- Área metropolitana de Barranquilla:[8] Creada por la Ordenanza 28 de 1981. Integrada por los municipios de Barranquilla, Puerto Colombia, Soledad,[nota 1] Malambo[nota 2] y Galapa.
- Área metropolitana de Cúcuta:[9] Creada por el Decreto n.º 000508 de 1991. Integrada por Cúcuta, Villa del Rosario, Los Patios y El Zulia, San Cayetano y Puerto Santander.
- Área metropolitana Centro Occidente:[10] Creada por la Ordenanza 001 del 15 de diciembre de 1981. Integrada inicialmente por los municipios de Pereira y Dosquebradas.[nota 1] Posteriormente se incorpora el municipio de La Virginia mediante Ordenanza 014 de marzo de 1991.
- Área metropolitana de Valledupar:[11] Creada en 2005. Integrada por los municipios de Valledupar, Agustín Codazzi, La Paz, Manaure Balcón del Cesar y San Diego.
- Área metropolitana Centro Sur de Caldas:[12] Constituida oficialmente luego de la consulta popular realizada en la subregión Centro sur del departamento de Caldas el 26 de noviembre de 2023. Integrada por los municipios de Manizales, Villamaría, Neira y Palestina.
- Área metropolitana Suroccidente de Colombia:[13] Constituida oficialmente luego de la consulta popular realizada el 24 de noviembre de 2024. Integrada por Cali, Jamundí y Puerto Tejada.

## Áreas metropolitanas no oficiales
- Región Metropolitana Bogotá-Cundinamarca: conformada por el distrito capital de Bogotá y los municipios cundinamarqueses circunvecinos a este.
- Área metropolitana de Armenia:[14] la conformarían los municipios de Armenia, Calarcá, Circasia, La Tebaida, Montenegro y Salento.
- Área metropolitana de Cartagena de Indias:[15] sería conformada por los municipios de Cartagena de Indias, Turbaco, Turbana, Clemencia y Santa Rosa de Lima.
- Área metropolitana del Eje Bananero: conformada por Apartadó, Carepa, Chigorodó y Turbo.
- Área metropolitana de Girardot: estaría conformada por: Girardot, Ricaurte (ambos en Cundinamarca) y Flandes (en el Tolima).
- Área metropolitana de Montería: conformada por Montería, Cereté, San Carlos, Ciénaga de Oro y San Pelayo.
- Área metropolitana de Neiva: conformada por Neiva, Rivera, Palermo, Tello, Campoalegre, Baraya, Aipe y Villavieja.
- Área metropolitana de San Juan de Pasto: conformada por los municipios Pasto, Chachagüí, Nariño, Tangua y Yacuanquer.
- Área metropolitana del Piedemonte Amazónico:[16] conformada por Florencia, Morelia y Montañita.
- Área metropolitana de Sincelejo: estaría conformada por los municipios de Sincelejo, Corozal, Morroa, Los Palmitos y Sampués.
- Área metropolitana de Tunja: conformada por Tunja, Sora, Soracá, Siachoque, Toca, Tuta, Sotaquirá, Cómbita, Motavita, Chiquiza, Oicatá, Chivatá, Cucaita, Samacá y Ventaquemada.
- Área metropolitana del Valle de San Nicolás: conformada por Rionegro, Marinilla, El Carmen de Viboral, Guarne, La Ceja, El Retiro y El Santuario.

- Área metropolitana de Villavicencio:[17] conformada por Villavicencio, Acacías, Guamal, Restrepo y Cumaral.

## Áreas metropolitanasde facto
- Área metropolitana del Alto Chicamocha:[18] conformada por los municipios de Paipa, Duitama, Santa Rosa de Viterbo, Tibasosa, Nobsa, Sogamoso, Firavitoba, Iza, Floresta y Buzbanza.

### Binacionales o trinacionales
- Conurbación binacional Arauca-El Amparo: está conformada por Arauca (Colombia), y El Amparo y Guasdualito (Venezuela).
- Conurbación binacional Ipiales-Tulcán:[19] está conformada por Ipiales, Aldana, Carlosama, Potosí y Pupiales (Colombia), y Tulcán y Urbina (Ecuador).
- Conurbación trinacional Leticia-Tabatinga: está conformada por Leticia (Colombia), Tabatinga (Brasil) y Santa Rosa (Perú).

## Conurbaciones nacionales
Una conurbación se forma cuando dos o más cabeceras municipales están unidas y no se distinguen sus límites urbanos con claridad.
Antioquia
- Bello, Caldas, Copacabana, Envigado, Itagüí, La Estrella, Medellín y Sabaneta.

Atlántico
- Barranquilla, Puerto Colombia, Soledad y Malambo.
- Santo Tomás y Palmar de Varela.

Caldas
- Manizales y Villamaría.
- La Dorada y Puerto Salgar.

Cundinamarca
- Bogotá y Soacha
- Funza y Mosquera
- Chía y Cajicá

Risaralda
- Pereira y Dosquebradas
- La Virginia y Caimalito

Santander
- Bucaramanga y Floridablanca

Sucre
- Santiago de Tolú y Coveñas
- Corozal y Morroa

Tolima
- Honda y Puerto Bogotá